# Battaglia di Chiatung
La battaglia di Chiatung (11 ottobre 1895) fu uno scontro avvenuto durante l'invasione giapponese di Formosa del 1895. La battaglia fu una vittoria giapponese.

## La battaglia
La battaglia ebbe luogo durante la fase finale della campagna, mentre i giapponesi avanzavano su Tainan, ultima roccaforte della Repubblica di Formosa, in tre colonne separate. La colonna meridionale del tenente generale Nogi Maresuke, composta da 6330 soldati, 1600 coolies militari e 2500 cavalli, sbarcò a Fangliao il 10 101895. L'11 ottobre 1895 la colonna si scontrò con un gruppo di miliziani formosani a Ka-tong-ka (l'odierna Jiadong, Chiatung). La battaglia fu una vittoria giapponese, ma i nipponici subirono le più pesanti perdite in combattimento della campagna: 16 morti e 61 feriti. Tre ufficiali erano tra le vittime.
Una descrizione della battaglia è stata fornita da James W. Davidson, che prestava servizio come corrispondente di guerra nell'esercito giapponese durante la campagna.